# شاه ابوزکریا
شاه ابوزکریا، روستایی در دهستان فورگ بخش فورگ شهرستان داراب در استان فارس ایران است.

## امامزاده یحیی
امامزاده یحیی معروف به ابوزکریا فرزند سید ابوعمران موسی از نوادگان موسی کاظم بوده که در روستای شاه ابوزکریا در بخش فورگ شهرستان داراب استان فارس مدفون شده است.
در برخی از منابع انساب از او به عنوان یک دانشمند یاد می‌شود.

### ساختار
بنای قدیمی بقعه از خشت و گل و دارای گنبد شلجمی بلند بود که در سالیان اخیر به جهت وقوع زلزله تخریب گردید و به جای آن بنایی جدید در حال ساخت می‌باشد که مساحت آن حدود ۷۵۰ متر مربع می‌باشد. گنبد بنا به صورت غنچه ای به ارتفاع ۱۲ متر است که سه متر آن را ساقه تشکیل می‌دهد.
در داخل، وسط ستون‌ها ضریح آهنی قرار دارد. در دو طرف مدخل اصلی بقعه، دو مناره در حال اجرا است.

### تبارنامه
سید یحیی ابوزکریا بن ابی‌عمران موسی بن حسن امیر بن ابی‌الحسن موسی‌الاعرج بن جعفرالجمال بن ابی‌جعفر محمد بن ابراهیم اکبر بن محمدالیمانی بن عبیدالله بن موسی کاظم امامزاده یحیی ابوزکریا فرزندی به نام سید علی داشت که از او سید محمد و در نتیجه، ابوعبدالله محمد النقیب بن احمد العلوی بن ابراهیم بن برهان‌الدین بن محمد به وجود آمد.
اما ممکن است این مطلب خلاف واقع باشد و اینکه شخصی در میان فرزندان موسی کاظم، به نام یحیی با کنیه ابوزکریا باشد اختلاف نظر وجود دارد.

## جمعیت
بر پایه سرشماری عمومی نفوس و مسکن در سال ۱۳۹۵، جمعیت این روستا برابر با ۹۴۰ نفر (۲۸۶ خانوار) بوده است.